# Film du dimanche soir
Le Film du dimanche soir est une case de programmation hebdomadaire de télévision, instaurée dès l'année 1949 sur la première chaîne de télévision nationale française, durant la période de la RTF puis la première chaîne de l'ORTF à partir de juin 1964, jusqu'au 25 décembre 1977 où la chaîne publique TF1, lance à l'antenne son rendez-vous Le Cinéma du dimanche soir, lui-même remplacé le 14 mai 1989, par la case Ciné Dimanche sur la chaîne privatisée depuis avril 1987. 
Son horaire de diffusion varie en fonction de l'époque, de la grille de programmes ainsi que d'événement d'actualités modifiant sa programmation, le plus souvent après l'édition du journal télévisé de 20 heures, soit entre 20h30 et 21h15.

## Histoire
Dès les débuts de la télévision publique française nationale en 1945, la diffusion de longs-métrages de cinéma permet de combler l'antenne avec des contenus de qualité et ne nécessitant pas de grands moyens humains et techniques, notamment grâce à l'utilisation du télécinéma. Dès l'année 1945, cet appareil mécanique, électronique et optique associe une caméra vidéo capturant l'image d'un petit écran dépoli où est projeté un film, enregistré sur pellicule, généralement synchronisé à 25 images par seconde au lieu des 24 i/s, ce qui provoque une légère accélération du tempo du film et de la piste sonore lors de sa télédiffusion.

Créé en 1949 sur RTF Télévision.

À partir de 1949, une règle tacite visant à ne pas trop concurrencer l'industrie du cinéma limite la diffusion d'un grand film à la soirée du dimanche, pour éviter les effets observés en Amérique du Nord à cette période sur la chute de fréquentation des salles de cinéma au profit du grand succès des films à la télévision, secteurs dont les relations sont parfois complexes. Le dimanche connaît également une autre programmation cinéma l'après-midi sur la première chaîne, durant la période de la RTF puis de l'ORTF.
Ainsi à cette période, le cinéaste Marcel L’Herbier appelle l’État français à définir une certaine chronologie des médias permettant de préserver l’activité des deux secteurs. 
Par ailleurs, la diffusion d'un grand film le dimanche soir répond aussi pour les dirigeants de la télévision, d'un besoin de repos pour les équipes techniques fortement sollicitées le reste de la semaine.

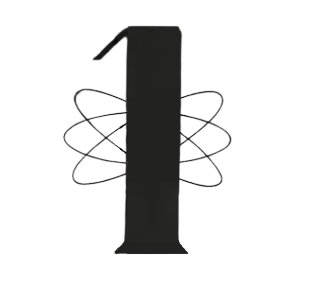
Jusqu'en 1974, sur la première chaîne de l'ORTF.

Durant les années 1950 à 2005, le film du dimanche soir sur la première chaîne reste un rendez-vous récurrent ,.
À partir des années 1960, la télévision française adopte d'une grille horaire visant à fidéliser et habituer le téléspectateur à des rendez-vous réguliers parmi lesquels la case film du dimanche soir sur la première chaîne. Le rendez-vous cinéma de la soirée dominicale sur la première chaîne se consolide,.

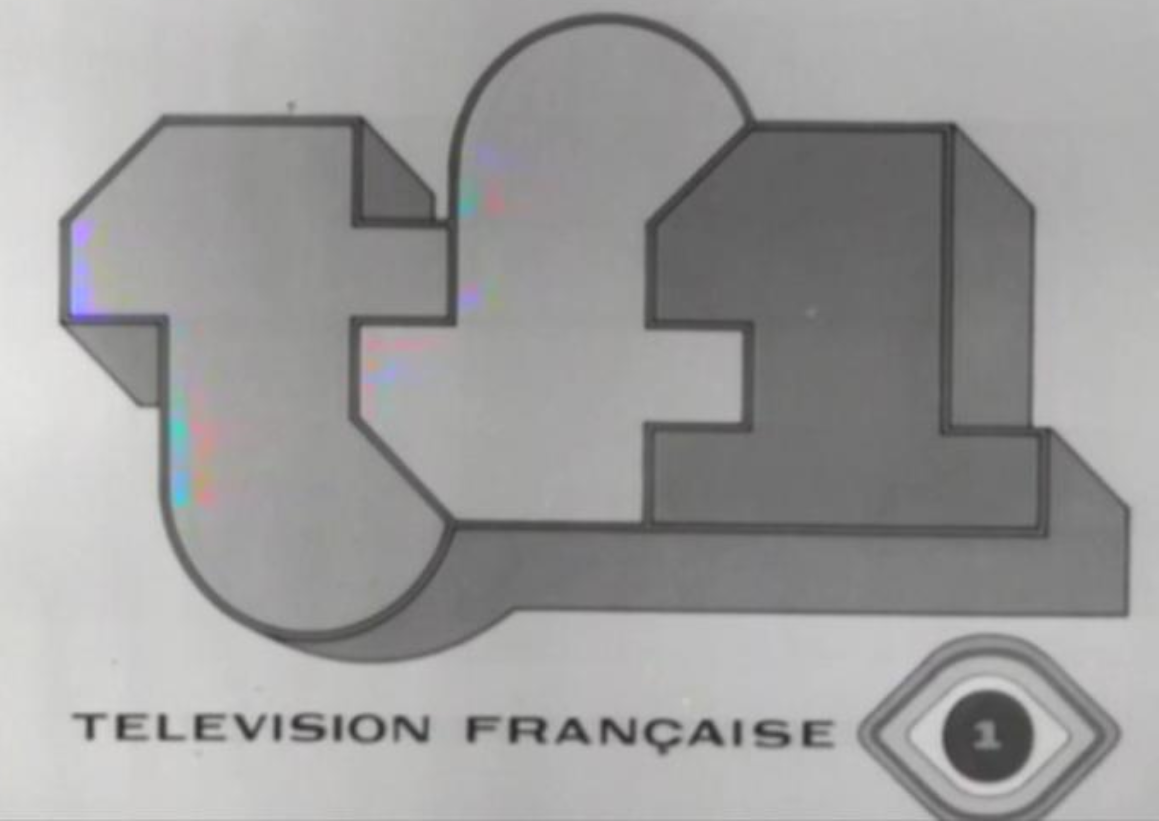
TF1 maintient l'ancien réseau noir et blanc jusqu'en 1983.

Au tout début des années 1970, les sondages de mesure d'audience et de satisfaction de l'ORTF placent le film du dimanche soir sur la première chaîne parmi les programmes préférés des français, obtenant de 15,6 à 18,2 millions de téléspectateurs. Malgré quelques tentatives alternatives, le film du dimanche soir reste plébiscité par le public. Même quelques mois après l'éclatement de l'ORTF en 1975, le film de la soirée dominicale domine l'audience télévisuelle et permet à TF1 conserver sa première place. En dehors de quelques retransmissions en direct exceptionnelles de sport, de soirées électorales, d'importants événements d'actualité ou lors des périodes de fêtes de fin d'année, le film du dimanche soir est maintenu sur la première chaîne de l'ORTF devenue TF1 en 1975. 

## Tentatives de programmation alternative
Au mois de septembre 2006, la Une choisit pour la première fois d'abandonner la diffusion du traditionnel grand film et de programmer plusieurs épisodes de la série Urgences. Cette tentative pourtant couronnée d'une audience honorable, n'est toutefois que très provisoire. Confortée par un sondage où plus de la moitié des Français déclarent préférer un grand film à cette case horaire sur TF1la première chaîne reprend sa programmation cinéma avec un voire deux longs-métrages successifs, le dimanche soir. Dès le 12 novembre 2006, elle programme ainsi le film américain Bad Boys 2.
La deuxième chaîne de l'ORTF, concurrente directe de la Une, tente dès l'année 1969 de programmer à son tour, un film au même créneau horaire le dimanche soir avec un certain avantage, car elle diffuse ses émissions en couleur alors que la première reste en noir et blanc jusqu'en 1975. Toutefois, il faut attendre les années 1990 pour que la chaîne publique Antenne 2 devenue France 2 commence à diffuser régulièrement un long métrage le dimanche soir, après avoir programmé dès la fin des années 1980, une case fiction intitulée « Le policier du dimanche soir »; cette concurrence frontale entre TF1 et France 2 se poursuit durant les décennies suivantes.
En 2019, la rubrique nostalgique « Nos films du dimanche soir » est créée sur le site de la revue Le Point, dans le dossier Culture avec en exergue, la mention :  Nos films du dimanche soir – clin d’œil à l’époque où toute la famille était réunie devant le poste de télévision – sont des madeleines au goût de l’enfance, de l’adolescence, quand on redécouvre les héroïnes et héros de toute une vie.